# Glaciaal sediment

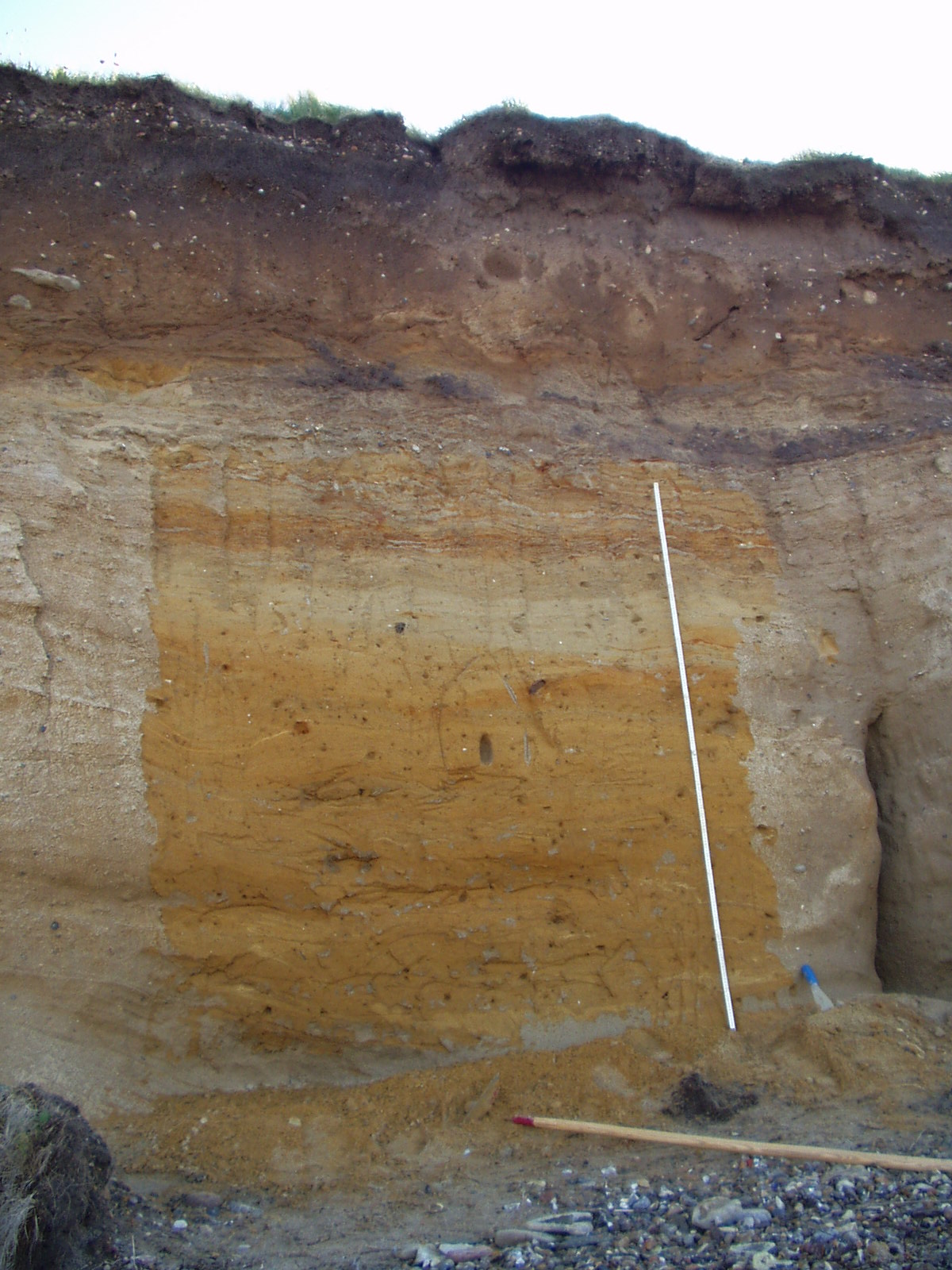
till-afzettingen in Noord-Jutland, Denemarken. De bovenste roodbruine laag is afgezet tijdens het Weichselien, het dikke oranje-bruine pakket er onder stamt waarschijnlijk uit het Elsterien

Een glaciaal sediment is een sediment dat is afgezet door een gletsjer. Gletsjers voeren vaak grote hoeveelheden klastisch materiaal mee, die in de vorm van morenes en zwerfkeien worden achtergelaten. Daarnaast oefent de gletsjer druk uit op het onderliggende sediment, dat daardoor deformeert. Het sediment dat op die wijze ontstaat wordt de grondmorene van de gletsjer genoemd. In gebergten liggen morenes meestal direct boven op de bedrock, maar als gletsjers het laagland bereiken kunnen de morenes ook daar worden achtergelaten.
Glaciale sedimenten worden over het algemeen gekenmerkt door een slechte sortering. Deze slecht gesorteerde sedimenten worden tot de diamicten gerekend. Een glaciale diamict wordt till genoemd, een voorbeeld hiervan is keileem.
Zwerfkeien kunnen gebruikt worden om de vroegere stroom van het ijs te reconstrueren. De lithologie (het type gesteente) van een zwerfkei kan soms aan een bepaald brongebied worden toegeschreven, zodat duidelijk is dat dezelfde gletsjer over de vindplek van de zwerfkei en het brongebied heeft gestroomd. Veel zwerfkeien uit het Saalien die in het noorden van Nederland worden gevonden zijn bijvoorbeeld afkomstig uit het zuiden van Zweden.
In het Preglaciaal zijn in Noord-Nederland fluviatiele sedimenten (sedimenten van rivieren) afgezet. Veel van deze sedimenten konden dankzij hun geringe interne cohesie in het Saalien door gletsjers worden verwerkt tot grote vooruit geschoven morenes, die stuwwallen genoemd worden.